# Флорес, Дейби
Дейби Альдаир Флорес Флорес (исп. Deybi Aldair Flores Flores; род. 16 июня 1996, Сан-Педро-Сула, Гондурас) — гондурасский футболист, полузащитник клуба «Торонто» и сборной Гондураса.

## Клубная карьера

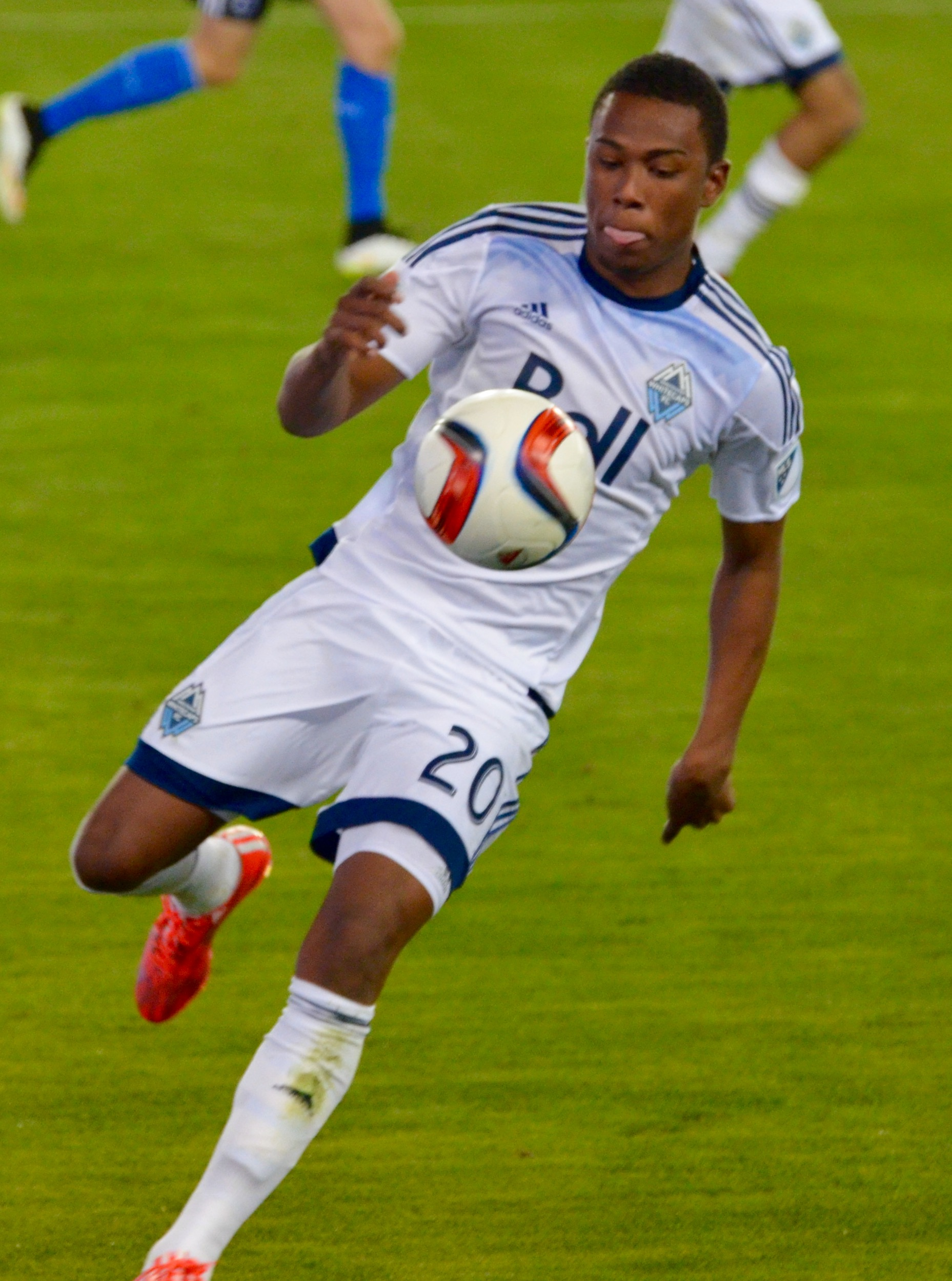
Флорес в составе «Ванкувер Уайткэпс»

Флорес начал карьеру в клубе «Мотагуа». 12 января 2014 года в матче против «Депортес Савио» он дебютировал в Лиге насьональ.
24 февраля 2015 года Флорес был арендован канадским клубом MLS «Ванкувер Уайткэпс» на один год с опцией выкупа. За «Уайткэпс» он дебютировал 28 марта в матче против «Портленд Тимберс», выйдя на замену во втором тайме вместо Гершона Коффи. 18 января 2016 года «Ванкувер Уайткэпс» выкупил Флореса у «Мотагуа» и подписал с ним многолетний контракт.
9 августа 2016 года Флорес вернулся в «Мотагуа» на правах аренды до конца декабря. 12 июля 2017 года он снова был отдан в аренду «Мотагуа» до 30 июня 2018 года.
2 июля 2018 года «Ванкувер Уайткэпс» объявил о расставании с Флоресом.
17 января 2023 года Флорес был приобретён венгерским клубом «МОЛ Фехервар», подписав контракт до конца 2024 года.
9 января 2024 года Флорес перешёл в канадский клуб MLS «Торонто», подписав контракт до конца сезона 2025 с опцией продления на сезон 2026. За «Торонто» он дебютировал 25 февраля в матче стартового тура сезона 2024 против «Цинциннати».

## Международная карьера
В 2015 году Флорес был включён в заявку молодёжной сборной Гондураса на участие в молодёжном чемпионате КОНКАКАФ на Ямайке. На турнире он сыграл в матчах против молодёжных команд Гаити, Кубы, Мексики, Сальвадора и Гватемалы.
В том же году он принял участие в молодёжном чемпионате мира.
За старшую сборную Гондураса Флорес дебютировал 16 декабря 2015 года в товарищеском матче со сборной Кубы.
В 2021 году Флорес был включён в состав сборной Гондураса на Золотой кубок КОНКАКАФ.
В 2023 году Флорес был включён в состав сборной Гондураса на Золотой кубок КОНКАКАФ.

## Достижения
«Мотагуа»
- Чемпион Гондураса: апертура 2014, апертура 2016

«Ванкувер Уайткэпс»
- Победитель Первенства Канады: 2015

«Олимпия»
- Чемпион Гондураса: апертура 2019, апертура 2020, клаусура 2021

сборная Гондураса до 21 года
- Чемпион Молодёжных игр Центральной Америки: 2014